# Altes Rathaus (Reiterswiesen)

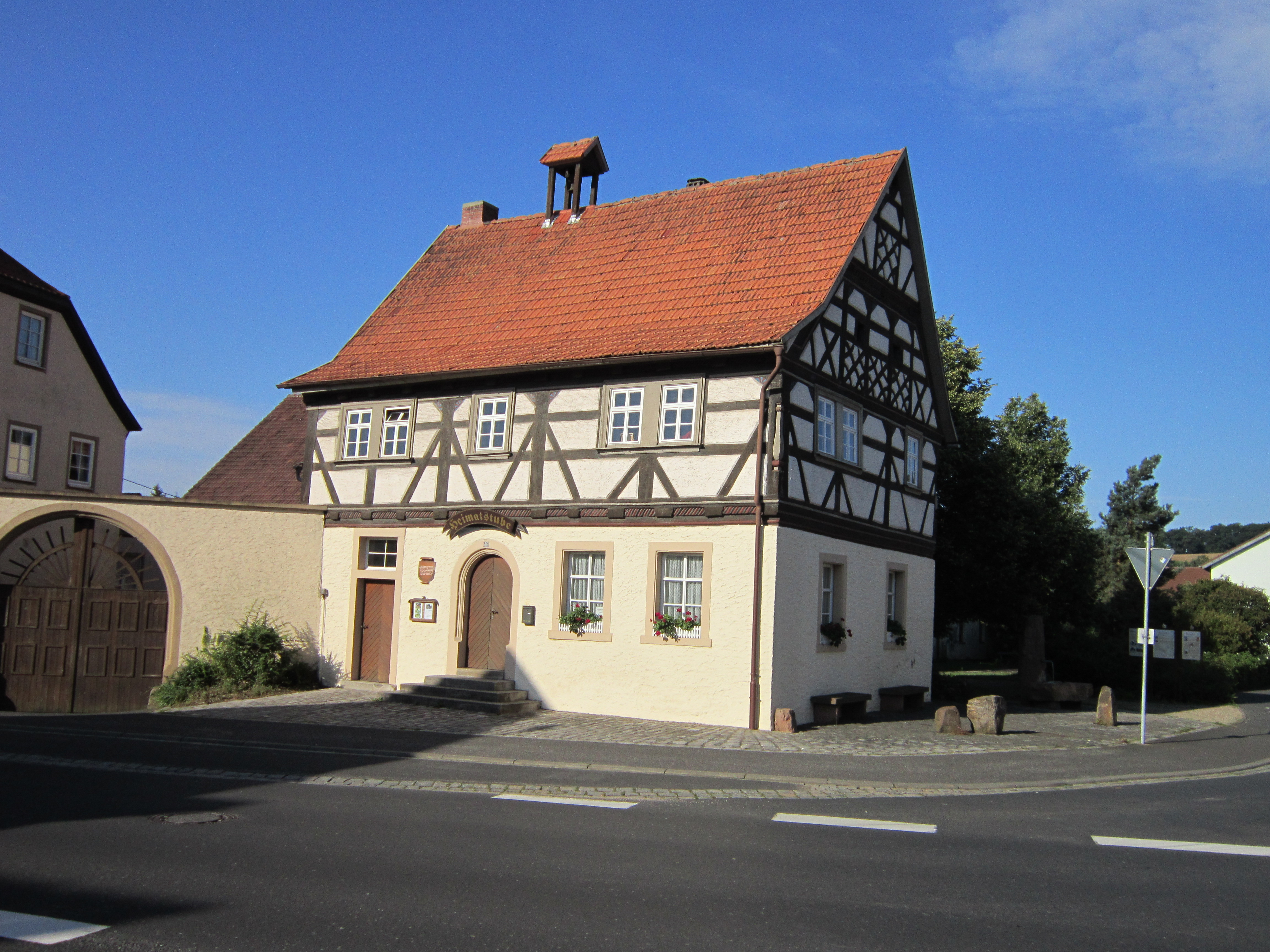
Ehemaliges Rathaus von Reiterswiesen

Das Alte Rathaus von Reiterswiesen, einem Stadtteil des im bayerischen Unterfranken gelegenen Kurortes Bad Kissingen, gehört zu den Bad Kissinger Baudenkmälern und ist unter der Nummer D-6-72-114-227 in der Bayerischen Denkmalliste registriert.

## Geschichte
Das ehemalige Rathaus von Reiterswiesen wurde im Jahr 1703 in der Ortsmitte des Ortes errichtet. Da Nachweise in Form von Urkunden fehlen, lässt sich die Entstehungszeit lediglich anhand der im Eckständer eingeschnitzten Jahreszahl ableiten.
Das Gebäude wurde als zweigeschossiger Satteldachbau mit massivem Erdgeschoss und Fachwerkoberstock mit Mannfiguren sowie geschnitzten Eckständern konzipiert. Über die Hoftoranlage des benachbarten Anwesens Kissinger Straße 42 wird das Alte Rathaus mit diesem vereint, wodurch beide Anwesen eine Baugruppe bilden.
Heute beherbergt das ehemalige Reiterswiesener Rathaus die „Heimatstube“, das Heimatmuseum des Ortes. Die „Heimatstube“ wurde Anfang März 1984 aus Anlass der 1250-Jahr-Feier von Reiterswiesen feierlich eingeweiht.